# Bancroft, Iowa
Bancroft là một thành phố thuộc quận Kossuth, tiểu bang Iowa, Hoa Kỳ. Năm 2010, dân số của thành phố này là 732 người.

## Dân số
Dân số qua các năm:
- Năm 2000: 808 người.
- Năm 2010: 732 người.